# 西藏地毯

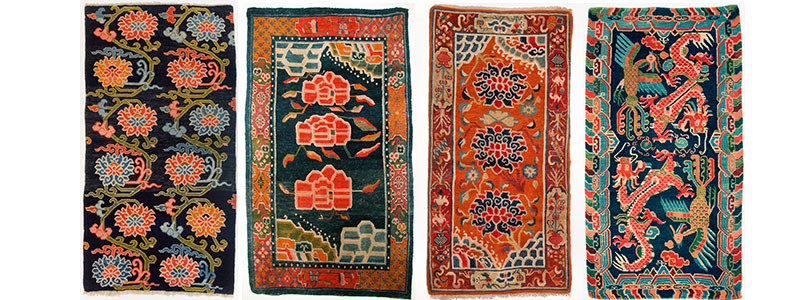
20世纪初（1900~1930）的藏毯

西藏地毯（英语：Tibetan rug），又叫藏毯，藏语译音为“仲丝”，是原产于西藏地区的一类羊毛栽絨地毯。距今已有2000多年的历史。藏毯的原料主要来自于本区藏系土种羊毛。藏毯素以色泽鲜艳、毯而柔软、细腻和具有浓厚的民族色彩图案而著称，图案多以龙、凤、虎、蝴蝶、山水、花草等为题材。藏毯是藏区民众喜爱铺用的生活用品之一，亦被认为是收藏品和艺术品。